# Structuur (sociologie)
In de sociologie heeft het begrip structuur twee betekenissen:
- Met de sociale structuur worden verschillende bevolkingsgroepen binnen een maatschappij die worden onderscheiden naar horizontale en verticale sociale ongelijkheid bedoeld. De begrippen sociale stratificatie, sociale klasse, levensomstandigheid, sociaal milieu, bevolkingsstructuur, sociale verandering en sociale mobiliteit hangen hier nauw mee samen.

- Daarnaast kan met "sociologische structuur" de verhouding tussen de verschillende elementen van een sociaal systeem bedoeld worden. Dit is bijvoorbeeld zo in de sociologische systeemtheorie van Talcott Parsons en Niklas Luhmann, of in de analyse van verwantschapssystemen door Claude Lévi-Strauss.